# Neomonachus schauinslandi
La foca monaca delle Hawaii (Neomonachus schauinslandi Matschie, 1905) è un mammifero della famiglia delle foche, endemico delle acque al largo delle isole hawaiane. È una specie in pericolo di estinzione.
Nota ai nativi hawaiani come `Ilio-holo-i-ka-uaua, o «cane che corre in acque agitate», ricevette il suo nome scientifico, Monachus schauinslandi, dopo che il Dr. H. Schauinsland fece conoscere questa specie alla scienza, riportando con sé dall'isola di Laysan un cranio di questo animale. Il nome comune si deve alla testa rotonda ricoperta da piccoli peli che le dà l'aspetto di un frate medievale. Il nome riflette inoltre la caratteristica tendenza di quest'animale a trascorrere un'esistenza più solitaria rispetto alle altre foche, le quali si radunano in grandi colonie. Le foche monache hawaiane sono i membri viventi più primitivi della famiglia dei Focidi, essendosi separate dagli altri membri del gruppo circa 15 milioni di anni fa.

## Descrizione
Le foche monache hawaiane adulte presentano un pelame, o mantello, di colore grigio, ma in alcuni casi può assumere una tonalità bruna. I giovani sono di colore argentato, con il ventre, il petto e la gola color bianco crema. I cuccioli sono ricoperti da una lanugine nera formata da brevi peli crespi. I neonati sono avvolti dalla nera pelliccia neonatale. Un gran numero di foche monache hawaiane presenta cicatrici causate da squali o da vari attrezzi da pesca. Comunque, la maggior parte delle ferite presenti sul corpo delle femmine sono dovute agli incontri con i maschi, che divengono particolarmente brutali durante la stagione riproduttiva. I maschi adulti pesano tra i 136 e i 181 chilogrammi e misurano 2,1 metri di lunghezza, mentre le femmine tendono a pesare tra i 181 e i 272 chilogrammi e a misurare 2,4 metri. I cuccioli pesano alla nascita tra i 13 e i 18 chilogrammi e misurano 101 centimetri di lunghezza. Questa specie vive tra i 25 e i 30 anni.

## Habitat

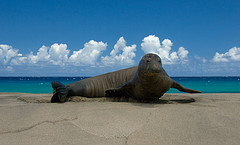
Neomonachus schauinslandi

La foca monaca delle Hawaii vive nelle isole hawaiane nord-occidentali (NWHI) e occasionalmente è stata avvistata anche attorno alle isole maggiori. In occasioni rarissime, qualche esemplare si è tratto anche sulla riva di isole più popolose. Avvistamenti regolari sono avvenuti a Ho'okipa, su Maui, e a Poipu, su Kaua'i. La popolazione più numerosa (circa 1500 esemplari nel 2002) si trova sui Banchi di French Frigate.
Queste foche si portano sulle spiagge sabbiose per riposarsi, per riprodursi e forse, nelle NWHI, per sfuggire agli attacchi degli squali. Sulla terra la respirazione viene effettuata attraverso lunghe inspirazioni. Le foche monache sono solitarie, sia in acqua che a riva. Sulle spiagge si radunano sparuti gruppetti solo quando le condizioni ambientali sono favorevoli. A eccezione delle madri con i piccoli, quando riposano queste foche evitano ogni contatto con i conspecifici.
Le foche monache hawaiane si nutrono di aragoste spinose, anguille, pesci piatti, scorpenidi, avannotti e polpi. In un giorno possono ingurgitare una quantità di cibo pari al dieci per cento del loro peso corporeo. Talvolta, prima di ritornare sulle isole per riposare e per digerire, trascorrono parecchi giorni in mare.
Gli adulti sono in grado di immergersi a notevole profondità. Alcuni ricercatori dell'Università delle Hawaii hanno recentemente avvistato una foca monaca che nuotava tranquillamente a 542 metri sotto la superficie. Le testimonianze precedenti indicavano che queste foche non si spingessero oltre i 304 metri.

## Conservazione
La foca monaca hawaiana è una delle foche più minacciate, insieme alle sue strette cugine, la foca monaca mediterranea (M. monachus), perfino più rara, e la foca monaca caraibica (N. tropicalis), il cui ultimo avvistamento risale agli anni '50 e che è stata dichiarata ufficialmente estinta nel giugno 2008. La popolazione della specie hawaiana continua a declinare e, nel 2008, ne rimanevano solo 1200 esemplari. Venne dichiarata ufficialmente minacciata il 23 novembre 1976 ed è ora protetta dall'Endangered Species Act e dal Marine Mammal Protection Act. Uccidere, catturare o disturbare uno di questi animali è illegale.
La IUCN red list classificava Neomonachus schauinslandi come specie in pericolo critico di estinzione (Critically Endangered), ma nel maggio del 2015 ha cambiato la sua classificazione catalogando la specie come in pericolo (Endangered).
Per sensibilizzare quest'animale agli occhi dell'opinione pubblica, l'11 giugno 2008 il Vicegovernatore James Aiona ha dichiarato la foca monaca Mammifero di Stato delle Hawaii.

## Minacce
Quest'animale ha mostrato allarmanti diminuzioni nel corso degli anni recenti a causa della rapida diffusione delle attività umane perfino sulle più remote e isolate aree delle Hawaii. Nel diciannovesimo secolo queste foche venivano cacciate dai balenieri e dai cacciatori di foche per la carne, per l'olio e per le pelli. Venivano cacciate perfino durante la Seconda guerra mondiale, quando le forze statunitensi occuparono l'isola di Laysan e le Midway.
Catture da parte degli squali, calo del tasso di sopravvivenza dei piccoli in seguito ai disturbi provocati dall'uomo, avvelenamenti da ciguatera, uccisioni di femmine da parte dei maschi durante la stagione riproduttiva e intrappolamenti nelle reti da pesca: tutto questo ha portato al declino della specie, che è scomparsa recentemente da molte parti del suo antico areale, comprese Oahu, Kaua'i e Hawaii. Attualmente vive solo a Laysan, sulle Midway, nell'Atollo di Pearl and Hermes, sui Banchi di French Frigate e sull'isola Lisianski.
Nelle aree dove il numero dei maschi supera quello delle femmine, queste vengono contese fra i vari pretendenti, provocando spesso la morte di queste ultime. Spinti dal testosterone i maschi possono attaccare femmine di ogni età e perfino i piccoli. Tale comportamento, noto come «mobbing», è uno dei principali fattori di declino delle popolazioni.
Attualmente tale specie è sotto gli studi della National Oceanic and Atmospheric Administration statunitense e del Marine Mammal Center. Questi sforzi di conservazione sono diretti soprattutto a sensibilizzare la specie agli occhi della popolazione.